# فرخ

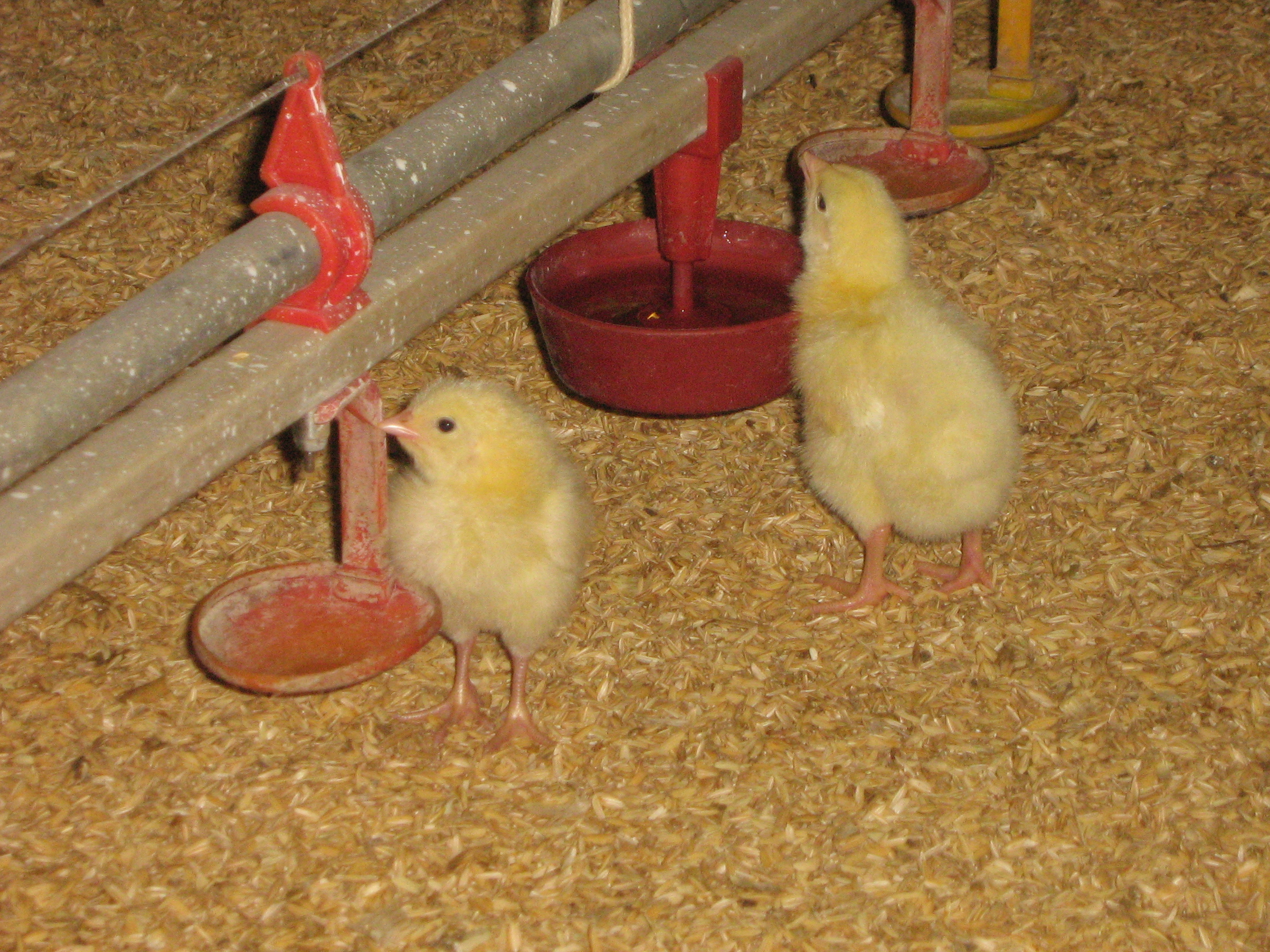
فراخ دجاج (صيصان).

الفرخ (بالإنجليزية: وتعني كتكوت، وهناك أسماء أخرى Chick)‏ هو صغير الطائر، لا يقدر على الطيران، وتستعمل فرخ وفرخة لصغير الدجاج، واستعملت للإشارة كل صغير من الحيوان والنبات والشجر وغيرها.
يطلق على الكتاكيت العاجزة (Helpless chicks) مصطلح "الصغار" (Altricial)، وتميل إلى أن تولد صغيرة، عمياء، غير قادرة على الحركة وعارية؛ أما الكتاكيت المتحركة والمُريشة عند الفقس فتسمى " صغار" (Precocial). 